# West Plains (Stany Zjednoczone)
West Plains – miasto w Stanach Zjednoczonych, w stanie Missouri, siedziba administracyjna hrabstwa Howell.